# Hyperphrona viridifolia
Hyperphrona viridifolia är en insektsart som beskrevs av Henri Saussure och Francois Jules Pictet de la Rive 1898. Hyperphrona viridifolia ingår i släktet Hyperphrona och familjen vårtbitare. Inga underarter finns listade i Catalogue of Life.